# Just Pretend
"Just Pretend" é uma canção da banda de rock estadunidense Bad Omens, incluída em seu terceiro álbum de estúdio The Death of Peace of Mind (2022). A canção foi lançada em 23 de agosto de 2022 como o sexto single do álbum. Um videoclipe foi lançado em 8 de junho de 2023, escrito pelo vocalista Noah Sebastian e dirigido por Erik Rojas.
"Just Pretend" foi um sucesso comercial e de crítica; à medida que a música se tornou viral no TikTok, ela se tornou o maior sucesso da banda nas paradas. Tornou-se hit número um na parada Mainstream Rock Songs da Billboard, e mais tarde também liderou a Alternative Airplay. O sucesso comercial de "Just Pretend" rendeu à banda sua primeira certificação, sendo certificada ouro pela Recording Industry Association of America em 2023.

## Ficha técnica
- Noah Sebastian – vocais
- Joakim "Jolly" Karlsson – guitarra solo
- Nicholas Ruffilo – guitarra rítmica
- Nick Folio – bateria

## Paradas

### Semanais
| Parada (2022–2023)                                      | Posição de pico |
| ------------------------------------------------------- | --------------- |
| Canadá (Billboard Rock)                                 | 18              |
| Estados Unidos (Billboard Digital Song Sales)           | 45              |
| Estados Unidos (Billboard Hot Rock & Alternative Songs) | 11              |
| Estados Unidos (Billboard Rock Airplay)                 | 4               |

### Anuais
| Parada (2023)                               | Posição |
| ------------------------------------------- | ------- |
| US Hot Rock & Alternative Songs (Billboard) | 14      |
| US Rock Airplay (Billboard)                 | 11      |